# Greenaspis bambusifoliae
Greenaspis bambusifoliae är en insektsart som först beskrevs av Takahashi 1930.  Greenaspis bambusifoliae ingår i släktet Greenaspis och familjen pansarsköldlöss. Inga underarter finns listade i Catalogue of Life.